# Özkan Yorgancıoğlu
Özkan Yorgancıoğlu (ur. 1954 w Lembie) – północnocypryjski polityk pochodzenia tureckiego, premier Cypru Północnego od 2 września 2013 do 16 lipca 2015.

## Życiorys
Yorgancıoğlu urodził się w wiosce Lemba w dystrykcie Pafos w południowo-zachodniej części wyspy. W tym czasie wioska należała do Korony brytyjskiej. Polityk studiował na Uniwersytecie Stambulskim na wydziale ekonomii i finansów publicznych. Studia ukończył w 1980. Yorgancıoğlu wybrany został ministrem ds. młodzieży i sportu w rządzie Ferdi Sabita Soyera w 2005. Urząd ten pełnił do 2009. Następnie był liderem Tureckiej Partii Republikańskiej do 14 czerwca 2015, kiedy zastąpił go Mehmet Ali Talat.